# Für immer
Für immer (Per sempre) és el nom del cinquè disc del grup alemany de música electrònica Deutsch-Amerikanische Freundschaft. Va aparèixer l'any 1982.
Després de la rebuda hostil que va tenir el seu anterior disc, Gold und Liebe, Görl i Delgado decidiren de dissoldre el grup durant les sessions de "Für immer". Novament supervisat per Conny Plank a la producció, "Für immer" és un compendi líric dels temes que havien tocat en els seus treballs previs: controvèrsia ("Die Götter sind weiß", "Ein bisschen Krieg"), sexe ("Prinzessin", "Die Lippe"), sàtira (amb la recuperació de "Kebabträume") i culte a la imatge ("Wer schön sein will muss leiden").
Musicalment, "Für immer" segueix les passes dels altres dos discos que DAF havien editat amb Virgin Records: Bateria, seqüenciador, sintetitzador i complements puntuals.
Després de l'edició de "Für immer", Görl i Delgado anunciaren la dissolució de DAF per iniciar les respectives carreres en solitari.

## Temes

### DAF3CD
1. Im Dschungel der Liebe (A la jungla de l'amor) (4,11)
2. Ein bisschen Krieg (Una miqueta de guerra) (4,03)
3. Die Götter sind Weiß (Els déus són blancs) (3,00)
4. Verlieb dich in mich (Enamora't de mi) (3,45)
5. Geheimnis (Secret) (3,24)
6. Kebabträume (Somnis de Kebab) (4,01)
7. Prinzessin (Princesa) (4,20)
8. Die Lippe (El llavi) (3,10)
9. Verehrt euren Haarschnitt (Honreu el vostre tallat de cabells) (3,24)
10. Wer schön sein will muss leiden (Qui vol ser bonic ha de patir) (3,35)

## Dades
- DAF són: Gabi Delgado (textos, veus) i Robert Görl (música, bateria, sintetitzador, seqüenciador, campanes).
- Enregistrat a Conny's Studio. Produït per Conrad Plank.